# Nico Nelissen
Nicolaas Johannes Maria (Nico) Nelissen (Maastricht, 29 januari 1942) is een Nederlands socioloog. Hij was docent en hoogleraar (urbane en rurale) sociologie, bestuurskunde, architectuur, stedenbouw en natuur- en milieuvraagstukken.

## Opleiding
Nelissen volgde de middelbare school aan het Henric van Veldekecollege in Maastricht (1954-1960). Hij studeerde sociale wetenschappen aan Tilburg University (1960-1966), waar hij cum laude afstudeerde. In 1970 promoveerde hij in Tilburg op het proefschrift Sociale ecologie met als promotor R.A. de Moor.

## Loopbaan
Nelissen werkte van 1962 tot 1966 als onderzoeker bij de Provincie Limburg. Tussen 1966 en 1986 was hij universitair (hoofd)docent Urbane en Rurale Sociologie aan de Radboud Universiteit in Nijmegen en in de avonduren stafdocent aan de Academie van Bouwkunst in Maastricht (1966-1992). Van 1986 tot 1991 was Nelissen universitair hoofddocent bestuurskunde aan de Radboud Universiteit. Van 1990 tot 2001 was hij bijzonder hoogleraar natuur- en milieuvraagstukken aan de Tilburg University en hoogleraar bestuurskunde aan de Radboud Universiteit in Nijmegen (1991-2004).
Nelissen publiceerde (zelfstandig of als co-auteur) tientallen boeken en honderden tijdschriftartikelen. Zijn werk heeft vooral betrekking op de zorg van de overheid voor de natuurlijke en gebouwde omgeving met als speciale interessegebieden stadsvernieuwing, monumentenzorg, ruimtelijke kwaliteitszorg, architectuur, stedenbouw, natuur- en milieuvraagstukken, milieubeleid, milieubesef en milieugedrag. Hij behoorde in Nederland tot de eersten die de sociale aspecten van natuur- en milieuvraagstukken verkenden. Hij ontwikkelde een speciaal instrument voor het meten van milieubesef. 

## Maatschappelijke dienstverlening
Hij vervulde talrijke functies in het maatschappelijk leven. Hij was kroonlid van de Centrale Raad voor de Milieuhygiëne, lid van de Evaluatiecommissie Wet Milieubeheer, voorzitter van het Gelders Genootschap, voorzitter van de Welstandscommissie in Nijmegen, voorzitter van de Welstands- en Monumentencommissie in Maastricht, voorzitter van de Monumenten- en welstandscommissie ’s-Hertogenbosch, voorzitter van de Monumenten- en welstandscommissie Venray, voorzitter van het Architectuurcentrum Nijmegen (AcN), voorzitter van TOPOS, architectuurcentrum Maastricht. 
Verder was hij (hoofd)redacteur bij meerdere (vak)bladen, waaronder De Europese Gemeente, Tijdschrift Milieu, Tijdschrift Openbaar Bestuur en Tijdschrift Bestuurswetenschappen.

## Lezingen
Hij verzorgde honderden lezingen in binnen- en buitenland over vele onderwerpen die direct of indirect te maken hadden met zijn genoemde specialistische kennis.